# Kokandský chanát
Kokandský chanát (persky خانات خوقند Khānāt-e Khoqand, uzbecky Qo‘qon Xonligi, Қўқон Хонлиги, قۇقان خانلىگى) byl uzbecký stát ve Ferganské kotlině ve Střední Asii, který se v letech 1709–1876 rozkládal na území východního Uzbekistánu, moderního Kyrgyzstánu, východního Tádžikistánu a jihovýchodního Kazachstánu.

## Historie

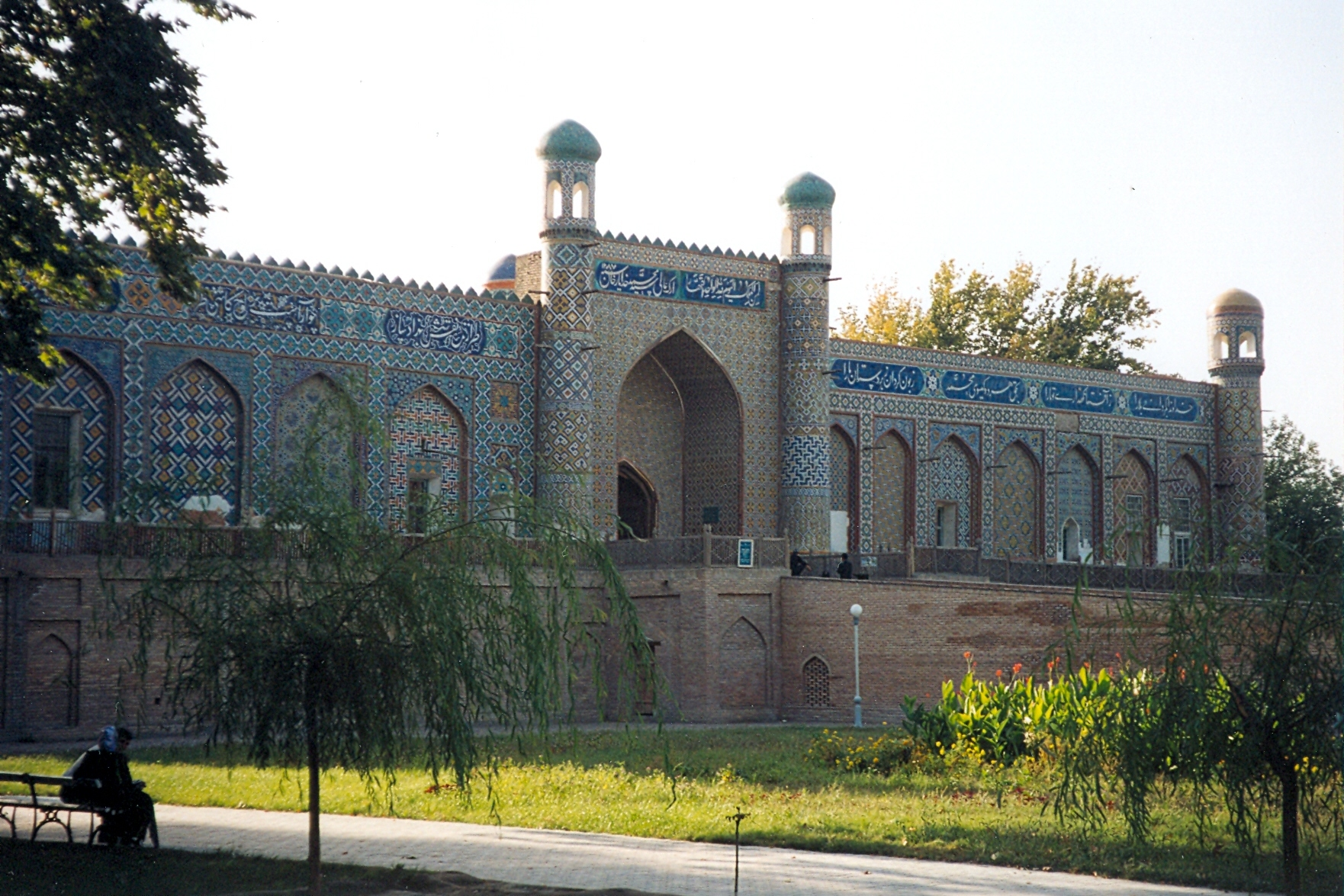
Chánův palác v Kokandu

Kokandský chanát vznikl v roce 1709, když šejbanovský emír Šachruch z uzbeckého kmene Ming vyhlásil nezávislost na Bucharském chanátu a založil ve východní části Ferganské kotliny stát. Jako své hlavní sídlo vybudoval v malém městě Kokandu citadelu, čímž založil Kokandský chanát. Jeho syn Abdul Kárim bej a vnuk Narbuta bej citadelu rozšířili, byli však donuceni podvolit se čínské říši Čching a platit jí v letech 1774 a 1798 daň.
Narbuta bejův syn Alim Chán byl krutý a nelítostný, ale současně velmi schopný. Najal si žoldnéřskou armádu tádžických horalů a dobyl západní část Ferganské kotliny včetně Chudžandu a Taškentu. V roce 1811 ho zavraždil jeho bratr Umar chán. Umarův syn Muhammad Alí chán nastoupil na kokandský trůn v roce 1822 ve svých 12 letech. Za jeho vlády dosáhl Kokandský chanát svého největšího územního rozmachu. V roce 1841 se britskému důstojníkovi, kapitánu Arthuru Conollymu nepodařilo přimět různé místní chanáty, aby odložily rozdíly, jež jim brání se spojit proti vzrůstajícímu pronikání Ruského impéria do oblasti. V listopadu 1841 odjel kapitán Conolly z Kokandu do Buchary v nešťastném pokusu zachránit britského plukovníka Charlese Stoddarta zajatého bucharským emírem Nasrulláh chánem. Na emírův příkaz byli oba důstojníci 24. června 1842 popraveni.
Následně ztratil Muhammad Alí chán, který přijal Conollyho v Kokandu, ale který se rovněž snažil o spojenectví s Ruskem, důvěru v Nasrulláh chána. Emír, podněcovaný spikleneckými snahami několika vlivných jedinců z Kokandu (včetně velitele tamější armády), napadl roku 1842 Kokandský chanát. Krátce nato nechal popravit Muhammad Alího chána, jeho bratra a vdovu po jejich otci Muhammad Umaru chánovi, pověstnou uzbeckou básnířku a regentku Nodiru. V červnu 1842 byl vládcem Kokandu ustanoven bratranec Muhammad Alího chána Šerali chán. Následující dvě desetiletí oslabovala chanát krvavá občanská válka, kterou ještě zhoršovaly bucharské a ruské vpády. Šerali chánův syn Chudojar chán vládl v letech 1844–1858, 1862–1863 a 1865–1875. Ruské impérium mezitím pokračovalo ve svém postupu. Jednotky generála Čerňajeva dobyly 29. června 1865 Taškent. Ztráta Chudžandu následovala v roce 1867.
Krátce před pádem Taškentu vyslal tehdejší kokandský chán Alimkul nejznámějšího kokandského rodáka, vojevůdce a vládce Jakuba Beka, do Kašgaru, kde se chuejští muslimové bouřili proti Číňanům. Poté, co chán Alimkul v roce 1865 během bitvy o Taškent s ruskými vojsky padl, přešlo mnoho kokandských vojáků k Jakubu Bekovi a pomohlo mu ovládnout oblast Tarimské pánve, jíž pak vládl až do roku 1877, kdy ji říše Čchin dobyla zpět.
Smlouvou z roku 1868 se Kokandský chanát stal vazalským státem Ruského impéria. Chudojar chán, zbavený prakticky moci, věnoval svoje úsilí zušlechťování svého velkolepého paláce. Na návštěvníky ze západu činilo značný dojem 80tisícové město s asi 600 mešitami a 15 medresami. Vzpoury proti ruské nadvládě a chánovým tyranským daním přinutily Chudojar chána odejít v roce 1875 do exilu. Nahradil jej jeho syn Nasruddin chán, jehož protiruský postoj zapříčinil obsazení Kokandu vojsky generálů Konstantina von Kaufmana a Michaila Skobeljeva, kterému předcházelo šest měsíců zuřivých bojů. V lednu 1876 prohlásil car Alexandr II., že byl „donucen ustoupit přání kokandského lidu stát se ruskými poddanými“. Kokandský chanát byl úředně zrušen a začleněn do celku Ferganské oblasti.